# Oriège
L'Oriège est une rivière du Sud-Ouest en France, dans le département de l'Ariège, dans la nouvelle région Occitanie. Il est un affluent droit de l'Ariège, donc un sous-affluent de la Garonne.

## Géographie
De 21,8 km de longueur, l'Oriège prend sa source dans les Pyrénées ariègeoises sur le versant nord du massif du Carlit, au sud du Pic d'Étang Faury (2 702 m), au sud-ouest de la commune d'Orlu, à 2 350 m d'altitude.
Il coule globalement du sud-est vers le nord-ouest et traverse la réserve nationale d'Orlu.
L'Oriège conflue en rive droite de l'Ariège à Ax-les-Thermes, à 814 m d'altitude.
L'Oriège est un affluent droit de l'Ariège, et par conséquent un sous-affluent de la Garonne.

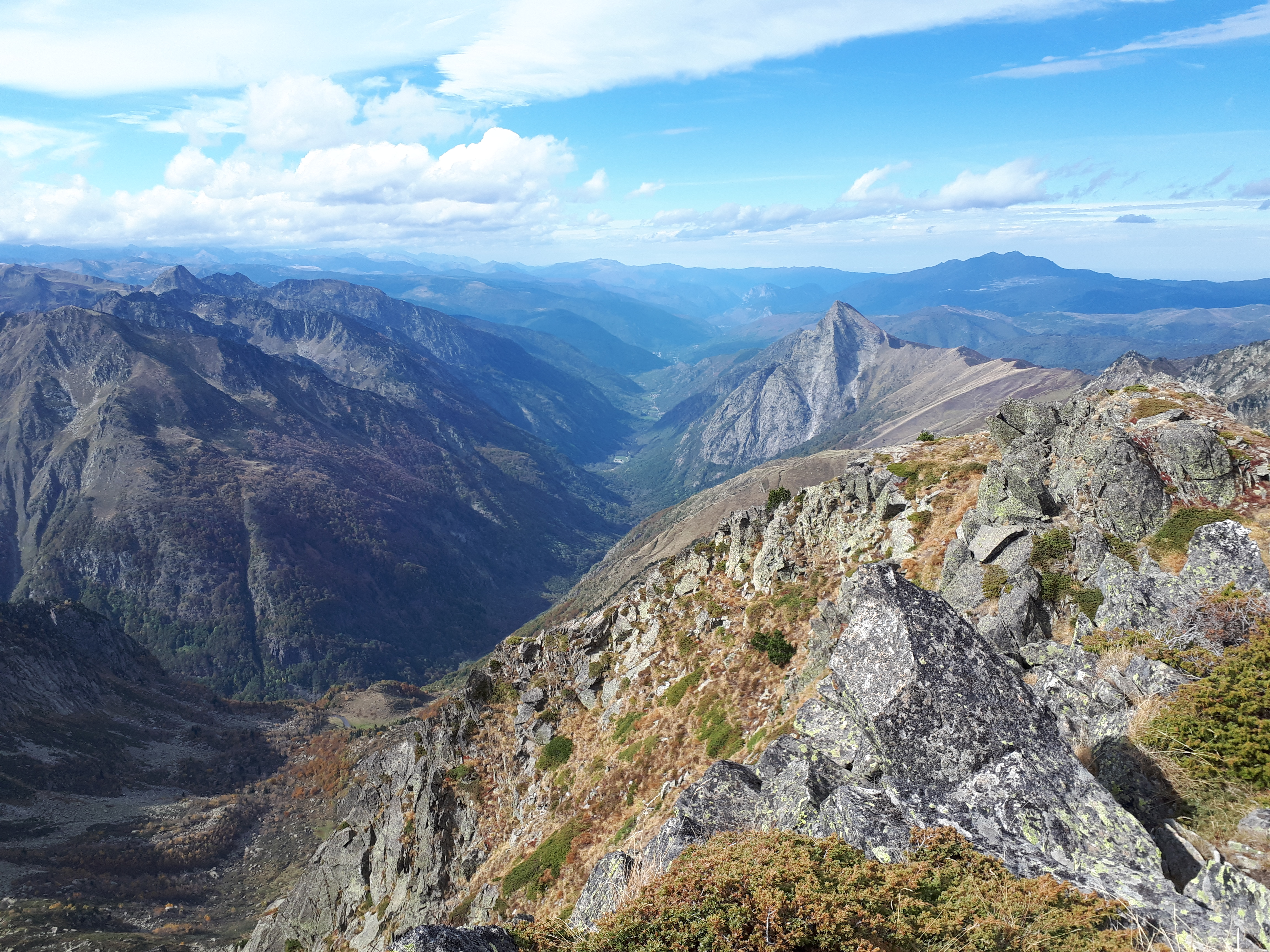
La vallée de l'Oriège, vue depuis le pic de Baxouillade. Cette section de la vallée suit la ligne d'une faille (structure tectonique). La vallée a été presque entièrement remplie par un énorme glacier pendant la glaciation würmienne du quaternaire.

.

### Communes et cantons traversés
Dans le seul département de l'Ariège, l'Oriège ne traverse que trois communes, de l'amont vers l'aval : Orlu (source), Orgeix et Ax-les-Thermes (confluence).

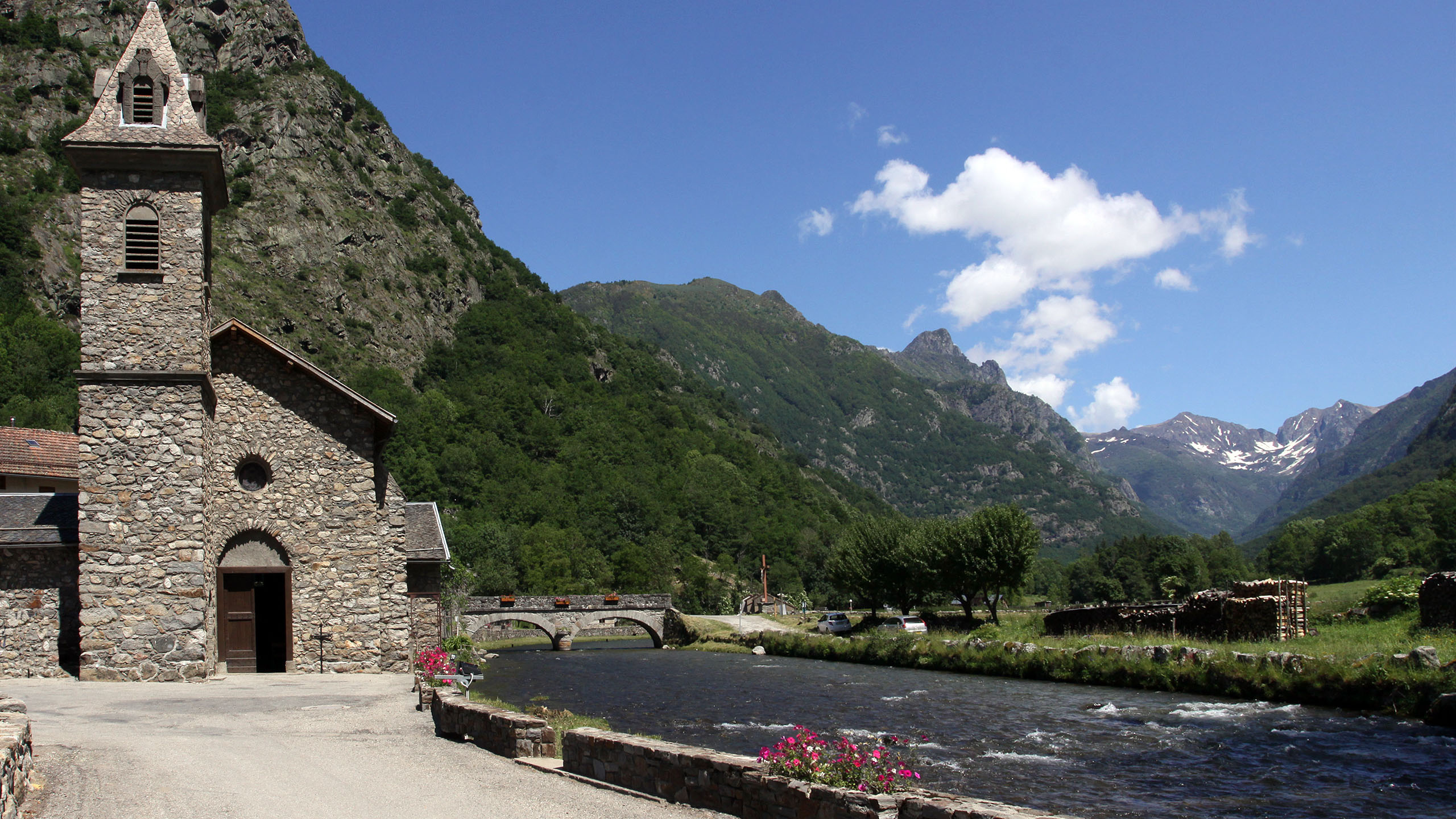
L'Oriège à Orgeix.

En termes de cantons, l'Oriège prend sa source dans le canton de Haute-Ariège, dans l'arrondissement de Foix.

### Bassin versant
L'Oriège traverse une seule zone hydrographique « L'Oriège de sa source au confluent de l'Ariège » (O102) de 90 km2 de superficie. Ce bassin versant est constitué à 96,99 % de forêts et milieux semi-naturels, à 1,27 % de territoires agricoles, à 1,23 % de surfaces en eau, à 0,49 % de territoires artificialisés.

## Affluents
L'Oriège a trente-trois tronçons affluents référencés dont :
- le ruisseau de la Grande Porteille (rd[note 1])

- un bras de l'Oriège,
- le rec de Terrès (rd),
- le buisseau de Baxouillade (rd),
- le rec de Caralp (rd),
- le ruisseau de Chourlot (rg),
- le rec de Brasseil (rd),
- le rec de la Trémege (rd),

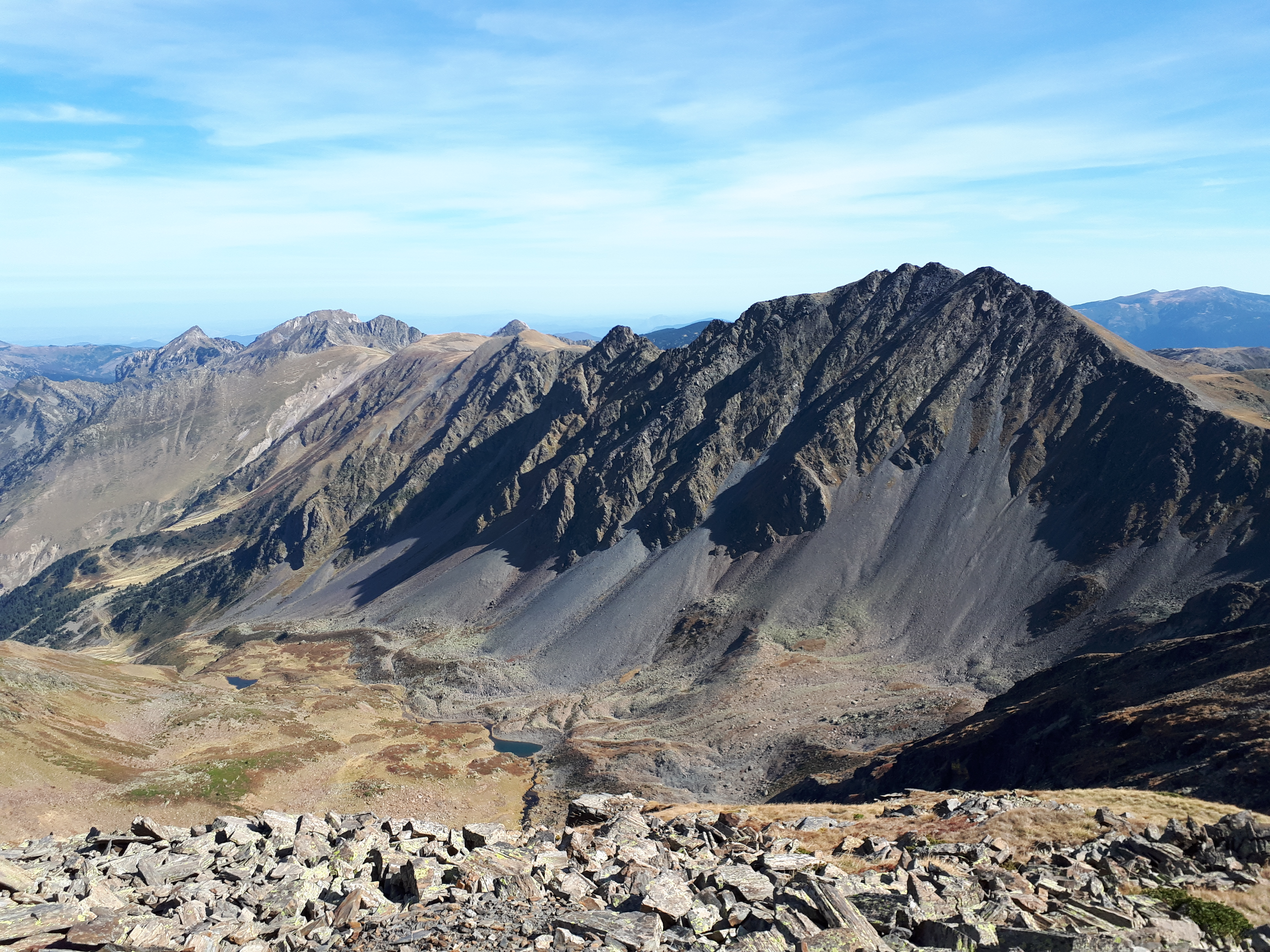
La tête de la vallée de la Grande Porteille, en dessous de Puig de la Portella Gran.

- le ruisseau d'Eychouzé (rg) 8 km avec quatre affluents et de rang de Strahler trois, avec un barrage et l'Étang de Naguilles, qui a une côte maximale théorique de 1890m.
- le Riou Fred (rg),
- le rem du Sarrat (rd),
- le ruisseau d'Aygue-Benté (rg)
- le rec de Garabie (rd),
- le rec de la Quère (rd),
- le rec de l'Abelanet (rd),
- le Dorgeix ou ruisseau de la Vallée d'Orgies (rg) 8,4 km,
- le ruisseau de Lagal (rg).

### Rang de Strahler
Donc le rang de Strahler de l'Oriège est de quatre.

## Hydrologie
Son régime hydrologique est de type nival.

## Aménagements et écologie
- Établissement thermal du Teich